# Молочаецветные
Молочаецве́тные (лат. Euphorbiales) — ботаническое название порядка цветковых растений. Этот порядок принят относительно небольшим числом таксономистов. В современной классификации APG IV как самостоятельный не выделяется. 
В системе APG II (2003) эти растения включены в порядок мальпигиецветные. Из известных систематик этот порядок существует в системе Кронквиста (1981), которая помещает его в подкласс розиды и очерчивает его состав следующим образом:
- Семейства порядка молочаецветные (Euphorbiales)
Buxaceae — самшитовые
Simmondsiaceae — симмондсиевые
Euphorbiaceae — молочайные
Pandaceae — пандовые

Такое толкование семейства молочайные является самым широким из известных, сейчас оно поделено на несколько частей.